# Boiled Frogs
Boiled Frogs är den fjärde låten och andra singeln från Alexisonfires tredje studioalbum, Crisis.
"Det är en analogi", förklarar sångare George Pettit. "Jag blev inspirerad av min pappa som jobbade med att designa kylskåpsdelar i 26 år. Han närmade sig pensionen och de sista tre åren skruvade de verkligen upp tempot för honom. De granskade honom hela tiden och försökte få honom att sluta och på så sätt avsäga sig sin pension. De tre sista åren blir väldigt stressiga. Sången handlar ungefär om det, hur det inte finns någon lojalitet på arbetsplatsen."
"Min mamma gick på en konferens där hon pratade med olika generationer om deras arbetssituationer och de sade att hennes generation var som 'kokta grodor'. Analogin är att om du tar en groda och stoppar den i kokande vatten, hoppar den ut direkt, men om du stoppar den i kallt vatten och kokar det kommer den stanna kvar och till slut dö. Samma sak gäller på arbetsplatserna. Om jobbet är för stressigt i början slutar man och skaffar ett annat jobb, men om arbetslasten sakta byggs upp och lönen sänks är chansen större att man sitter kvar och kokar."
Videon släpptes på MuchMusic Countdown i december 2006 och nådde som bäst en tiondeplacering.